# Myštěves
Myštěves település Csehországban, a Hradec Králové-i járásban. Myštěves Petrovice, Ohnišťany, Smidary, Sukorady, Šaplava, Lískovice és Králíky településekkel határos. Lakosainak száma 191 fő (2024. január 1.).

## Népesség
A település lakosságának változását az alábbi diagram mutatja:
| Lakosok száma | 560  | 663  | 583  | 301  | 225  | 185  | 181  | 171  | 174  | 191  |
|               | 1869 | 1900 | 1921 | 1961 | 1980 | 2011 | 2016 | 2019 | 2021 | 2024 |